# Refactoring
Refactoring er en programmeringsteknik, hvor man omskriver en eksisterende programkode således at den bliver enklere og derved lettere at læse, mens dens funktionalitet bevares. Ideen med at gøre koden mere læsevenlig er at koden også bliver lettere at forstå, lettere at holde ved lige og lettere at videreudvikle.
En vigtig pointe ved refactoring er at funktionaliteten forbliver den samme.
I wiki-sammenhæng er refactoring nærmest kommet til at betyde "opsummering".